# Pazderna
Pazderna település Csehországban, a Frýdek-místeki járásban.  Lakosainak száma 396 fő (2024. január 1.).

## Népesség
A település lakosságának változását az alábbi diagram mutatja:
| Lakosok száma | 386  | 355  | 322  | 245  | 261  | 269  | 291  | 304  | 332  | 396  |
|               | 1869 | 1890 | 1921 | 1950 | 1980 | 2001 | 2017 | 2019 | 2022 | 2024 |